# Barban
Barban est un village et une municipalité située en Istrie, dans le comitat d'Istrie, en Croatie. Au recensement de 2001, la municipalité comptait 2 802 habitants, dont 92,40 % de Croates et le village seul comptait 235 habitants.

## Localités
En 2006, la municipalité de Barban comptait 31 localités :
| - Balići II - Barban - Bašići - Bičići - Borinići - Bratulići - Cvitići - Dolica - Draguzeti - Glavani - Gorica | - Grandići - Hrboki - Jurićev Kal - Koromani - Kožljani - Manjadvorci - Medančići - Melnica - Orihi - Petehi - Prhati | - Puntera - Rajki - Rebići - Rojnići - Sutivanac - Šajini - Vadreš - Varoš - Želiski |